# Joao Paredes
Joao Paredes (n. San Lorenzo, Ecuador; 19 de enero de 1997) es un futbolista ecuatoriano. Juega como delantero y su equipo actual es Astillero de la Segunda Categoría de Ecuador.

## Trayectoria
Al finalizar el año 2017, Delfín no hizo efectiva la opción de compra y regresa a Técnico Universitario para jugar la temporada 2018 pero existieron problemas con el cuerpo técnico. Llega la posibilidad de integrarse a la plantilla 2018 de Liga Deportiva Universitaria pero al momento de realizarse los exámenes médicos se le detecta que tiene ciertos problemas del corazón y se descarta su fichaje por el club albo.

## Estadísticas

### Clubes
Actualizado al último partido disputado el 16 de julio de 2024.
| Club                            | Temporada     | Liga  | Liga  | Copas nacionales | Copas nacionales | Copas internacionales | Copas internacionales | Total | Total | Total  |
| Club                            | Temporada     | Part. | Goles | Part.            | Goles            | Part.                 | Goles                 | Part. | Goles | Asist. |
| ------------------------------- | ------------- | ----- | ----- | ---------------- | ---------------- | --------------------- | --------------------- | ----- | ----- | ------ |
| Técnico Universitario · Ecuador | 2015          | 33    | 4     | —                | —                | —                     | —                     | 33    | 4     | 0      |
| Técnico Universitario · Ecuador | 2016          | 33    | 15    | —                | —                | —                     | —                     | 33    | 15    | 0      |
| Delfín S. C. · Ecuador          | 2017          | 19    | 0     | —                | —                | —                     | —                     | 19    | 0     | 4      |
| Delfín S. C. · Ecuador          | Total         | 19    | 0     | 0                | 0                | 0                     | 0                     | 19    | 0     | 4      |
| La Paz · Ecuador                | 2019          | 29    | 29    | 0                | 0                | —                     | —                     | 29    | 29    | 0      |
| La Paz · Ecuador                | Total         | 29    | 29    | 0                | 0                | 0                     | 0                     | 29    | 29    | 0      |
| Olmedo · Ecuador                | 2020          | 28    | 7     | 0                | 0                | —                     | —                     | 28    | 7     | 0      |
| Olmedo · Ecuador                | Total         | 28    | 7     | 0                | 0                | 0                     | 0                     | 28    | 7     | 0      |
| 9 de Octubre F. C. · Ecuador    | 2021          | 10    | 2     | 2                | 0                | —                     | —                     | 12    | 2     | 0      |
| Mushuc Runa · Ecuador           | 2022          | 9     | 0     | 0                | 0                | 0                     | 0                     | 9     | 0     | 0      |
| Mushuc Runa · Ecuador           | Total         | 9     | 0     | 0                | 0                | 0                     | 0                     | 9     | 0     | 0      |
| 9 de Octubre F. C. · Ecuador    | 2022          | 11    | 0     | 7                | 1                | 0                     | 0                     | 18    | 1     | 0      |
| 9 de Octubre F. C. · Ecuador    | Total         | 21    | 2     | 9                | 1                | 0                     | 0                     | 30    | 3     | 0      |
| Técnico Universitario · Ecuador | 2023          | 6     | 0     | 0                | 0                | —                     | —                     | 6     | 0     | 0      |
| Técnico Universitario · Ecuador | Total         | 72    | 19    | 0                | 0                | 0                     | 0                     | 72    | 19    | 0      |
| Chacaritas · Ecuador            | 2024          | 14    | 2     | 1                | 0                | —                     | —                     | 15    | 2     | 1      |
| Chacaritas · Ecuador            | Total         | 14    | 2     | 1                | 0                | 0                     | 0                     | 15    | 2     | 1      |
| Astillero · Ecuador             | 2024          | 0     | 0     | 0                | 0                | —                     | —                     | 0     | 0     | 0      |
| Astillero · Ecuador             | Total         | 0     | 0     | 0                | 0                | 0                     | 0                     | 0     | 0     | 0      |
| Total carrera                   | Total carrera | 192   | 59    | 10               | 1                | 0                     | 0                     | 202   | 60    | 5      |
| 1.                              |               |       |       |                  |                  |                       |                       |       |       |        |